# Stanisław Pawłowski (geograf)
Stanisław Pawłowski (ur. 16 marca 1882 w Dębowcu, zm. 6 stycznia 1940 w Poznaniu) – polski geograf, rektor Uniwersytetu Poznańskiego, członek PAU.

## Życiorys
Urodził się w Dębowcu, w rodzinie Józefa, który większą część życia spędzał w podróżach, i Apolonii z Watulewiczów. W wieku 13 lat stracił matkę. Od 1894 uczęszczał do C. K. Gimnazjum im. Arcyksiężnej Elżbiety w Samborze, a gdy stamtąd został relegowany za konspiracyjną działalność polityczno-narodową - przeniósł się do C. K. Gimnazjum w Jaśle, gdzie w 1902 złożył egzamin dojrzałości. Studia uniwersyteckie w zakresie geografii, geologii i meteorologii odbywał początkowo na Uniwersytecie Wiedeńskim, gdzie uczęszczał m.in. na wykłady Albrechta Pencka, a następnie na Uniwersytecie Franciszkańskim we Lwowie, gdzie słuchał wykładów Antoniego Rehmana i młodego wówczas docenta Eugeniusza Romera, a także wybitnego historyka Bronisława Dembińskiego. W końcu lutego 1908 złożył we Lwowie egzamin kwalifikacyjny na nauczyciela szkół średnich z geografii i historii. Po ukończeniu studiów pracował początkowo w szkole średniej we Lwowie. Zajmował się geografią fizyczną i ekonomiczną. Jako pierwszy opracował rzeźbę polskiego wybrzeża, twórca geografii krajobrazowej.

### Kariera naukowa
19 listopada 1910 uzyskał na Wydziale Filozoficznym Uniwersytetu Franciszkańskiego we Lwowie tytuł i dyplom doktora filozofii na podstawie rozprawy pt. Temperatura wód płynących w Galicji - drukowanej po polsku i po niemiecku w krakowskiej Akademii Umiejętności, a w 1913 na tymże samym Uniwersytecie złożył rozprawę habilitacyjną pt. Zlodzenie górnej Wisły, górnego Dniestru oraz ich dopływów. We wrześniu 1918 uzyskał we Lwowie tytuł profesora nadzwyczajnego geografii a w kwietniu 1919 został mianowany profesorem tejże nauki na Uniwersytecie Poznańskim. Był organizatorem Instytutu Geograficznego Uniwersytetu Poznańskiego. Tu opracowano Atlas nazw geograficznych Słowiańszczyzny Zachodniej, wydany w wersjach polskiej, francuskiej i angielskiej.
22 stycznia 1920 po przemianowaniu Towarzystwa Krajoznawczego na oddział Polskiego Towarzystwa Krajoznawczego, stanął na jego czele.
W 1923 założył Zrzeszenie Polskich Nauczycieli Geografii i przewodniczył jego dzielności do roku 1939. W 1925 zorganizował Ogólnokrajowe Towarzystwo geograficzne. Był wieloletnim redaktorem wielu czasopism geograficznych.
Z jego inicjatywy w 1928 powstało w Poznaniu Towarzystwo Geograficzne.
Był dziekanem Wydziału Matematyczno-Przyrodniczego, w 1932 wybrany rektorem Uniwersytetu Poznańskiego, jednak z powodu napięć na tle politycznym złożył nieprzyjętą przez senat UP rezygnację. Ponownego wyboru na urząd rektora w 1933 nie przyjął.
W 1933 roku został członkiem Tymczasowego Komitetu Doradczo-Naukowego.
Od 1936 członek Polskiej Akademii Umiejętności. Od 1938 wiceprezydent Międzynarodowej Unii Geograficznej. wybrany w uznaniu olbrzymiego dorobku naukowego w dziedzinie geografii, na Międzynarodowym Kongresie Geograficznym w Amsterdamie.

### Życie prywatne
Żonaty z Ewą z domu Kamińską. Mieli córkę Wandę i syna Przemysława, którzy zginęli w obozie koncentracyjnym Auschwitz-Birkenau.

### Śmierć
14 października 1939 został aresztowany przez gestapo i osadzony w więzieniu na ul. Młyńskiej w Poznaniu, skąd 2 grudnia przewieziono go do Fortu VII. Tutaj został rozstrzelany przez Niemców 6 stycznia 1940, a jego prochy pochowano prawdopodobnie w mogiłach zbiorowych w Wypalankach na terenie Wielkopolskiego Parku Narodowego w leśnictwie Wypalanki, oddział 188.
W akcie zgonu profesora Pawłowskiego jako przyczynę zgonu podano zastrzelenie przy próbie ucieczki, była to próba zatuszowania faktu bestialskiego zamordowania.

## Wybrane publikacje
Opublikował ponad 330 prac, m.in.:
- 1911 Niektóre kanały spławne na ziemiach polskich
- 1912 Zlodzenie górnej Wisły, górnego Dniestru i ich dopływów
- 1917 Geografia Polski
  - T. I – Geografia ogólna
  - T. II – Kraje i morza europejskie, cz. I – Polska, cz. II – Kraje europejskie
  - T. III – Kraje i morza pozaeuropejskie
- Ze studiów nad zlodowaceniem Czarnohory
- 1922 Charakterystyka morfologiczna wybrzeża polskiego
- 1924 O położeniu geograficznym Polski
- 1928 Geograficzny krajobraz i położenie Poznania
- 1934 O przyrodniczych podstawach geografii
- 1938 Geografia jako nauka i przedmiot nauczania

## Ordery i odznaczenia
- Krzyż Komandorski z Gwiazdą Orderu Odrodzenia Polski (pośmiertnie, 1957)
- Złoty Krzyż Zasługi (25 marca 1938)[5]
- Krzyż Komandorski Orderu Zasługi Cywilnej (Bułgaria, 1936)
- Krzyż Komandorski Orderu Oranje-Nassau (Holandia, 1938)
- Order Św. Sawy (Jugosławia)

## Upamiętnienie
W 1969 w liceum ogólnokształcącym w Jaśle ustanowiono tablicę upamiętniającą S. Pawłowskiego. Został patronem Zespołu Szkół nr 3 im. Stanisława Pawłowskiego w Jaśle oraz Szkoły Podstawowej im. prof. dr Stanisława Pawłowskiego w Dębowcu.
6 stycznia 2010 na Wydziale Nauk Geograficznych i Geologicznych Uniwersytetu im. Adama Mickiewicza w Poznaniu odbyła się uroczystość nadania Collegium Geographicum imienia Profesora Stanisława Pawłowskiego. Został również patronem ulic w Poznaniu, Gdańsku i Jaśle.
W 2011 powstał film dokumentalny w reż. Adama Wardelskiego z cyklu „Wybitne postacie Uniwersytetu” poświęcony sylwetce prof. Stanisława Pawłowskiego.